# Trofaste Sussie
Trofaste Sussie er en amerikansk stumfilm fra 1919 af D. W. Griffith.

## Medvirkende
- Lillian Gish som True Heart Susie
- Robert Harron som William Jenkins
- Clarine Seymour som Bettina Hopkins
- Kate Bruce
- Raymond Cannon som Sporty Malone